# National Hot Rod Association

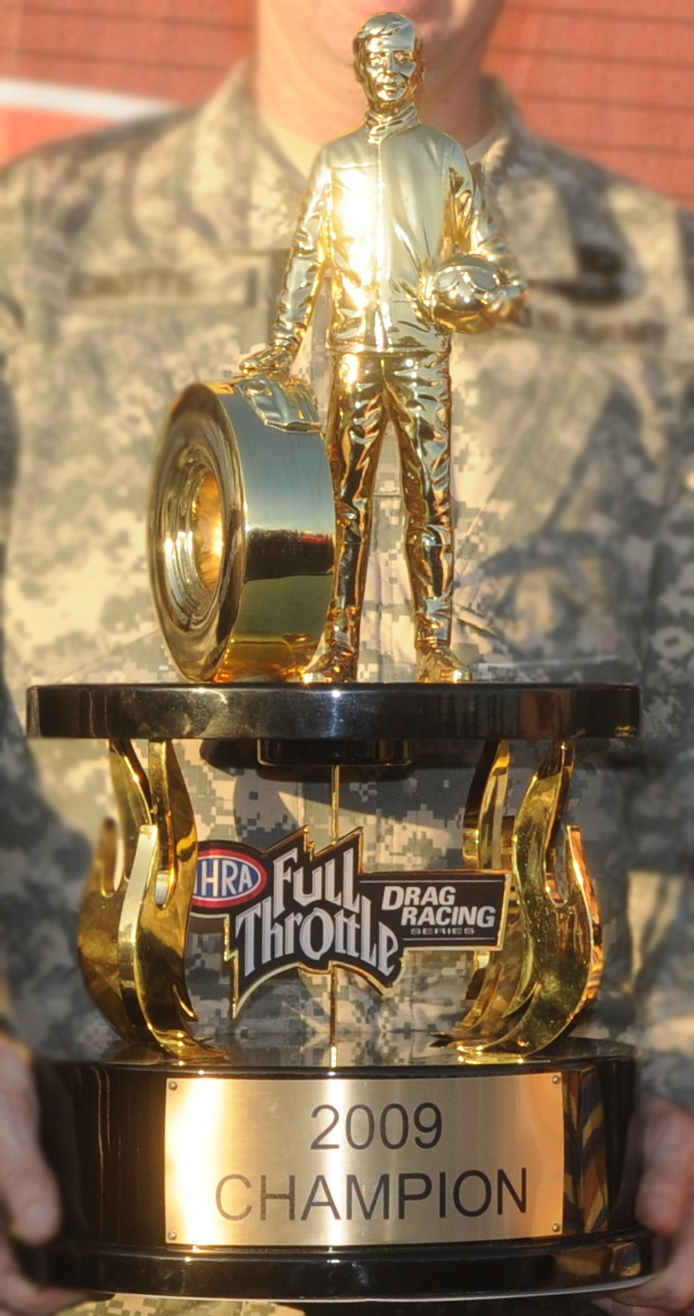
Trophée Top Fuel 2009 de la NHRA

La National Hot rod Association (NHRA) est une fédération sportive automobile qui régit les courses de dragsters aux États-Unis et au Canada. L'organisme, qui a été fondé en Californie en 1951 par Wally Parks, compte plus de 40 000 pilotes licenciés et à ce titre revendique le titre de la plus grande fédération de sports mécaniques au monde.

## Historique
Fondée en 1951, la NHRA organise sa première course officielle en avril 1953, sur un immense parking de Pomona, en Californie.
En 1955, la fédération organise son premier événement national, simplement nommé « The Nationals » qui se tiendra chaque année, et, en 1961, crée une deuxième compétition nationale, les « Winternationals ».
Elle est aujourd'hui l'organisatrice, entre autres, des NHRA Mello Yello Drag Racing Series (en) (anciennement les NHRA Full Throttle Drag Racing Series), un championnat annuel de courses de dragsters qui compte cinq catégories : « Top Fuel », « Funny Car », « Pro Stock », « Pro Stock Motorcycle », et « Pro Modified ». Regroupant les meilleurs pilotes et écuries, ce championnat est diffusé aux États-Unis sur la chaîne de télévision sportive ESPN2.
Un grand nombre d'épreuves régionales se déroulent chaque weekend sous l'égide de la National Hot Rod Association. La fédération compte environ 80 000 membres (pilotes licenciés inclus) et 140 dragstrips sont affiliées.

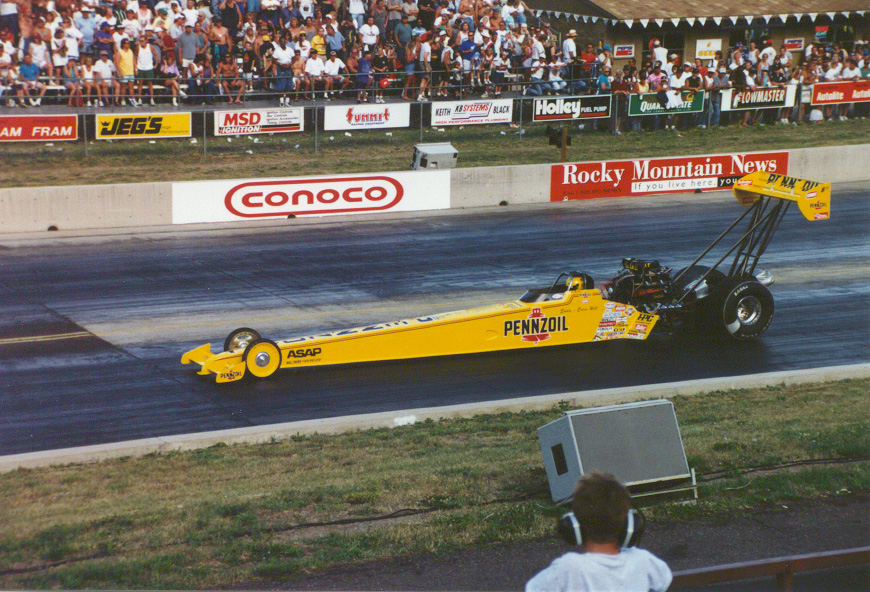
Un Top Fuel lors d'une épreuve de la NHRA en 1996